# Campo de concentración de Struthof-Natzweiler
El Campo de concentración de Struthof-Natzweiler (oficialmente en alemán Konzentrationslager Natzweiler, KZ-Na) fue un campo de concentración y el principal centro del sistema de instalaciones operado por los nazis durante la Segunda Guerra Mundial en la región anexada al Tercer Reich de Alsacia, el único establecido en el territorio de Francia y el primero de los campos de la muerte descubiertos en Europa tras su toma por los aliados el 23 de noviembre de 1944
Localizado en el paraje natural de Struthof, su actividad se extendió desde poco después de la anexión en 1940, hasta su evacuación en agosto de 1944.
Conectado a un sistema en red de otros 70 campos e instalaciones auxiliares, más de 44.000 personas deportadas transitaron por él durante su uso, algunas de ellas detenidas por aplicación del decreto Nacht und Nebel, de las cuales unas 22.000 murieron, la mayoría por los abusos del trabajo forzado, la desnutrición y las torturas de los SS, pero también por las experimentaciones pseudocientíficas de la Ahnenerbe-SS.

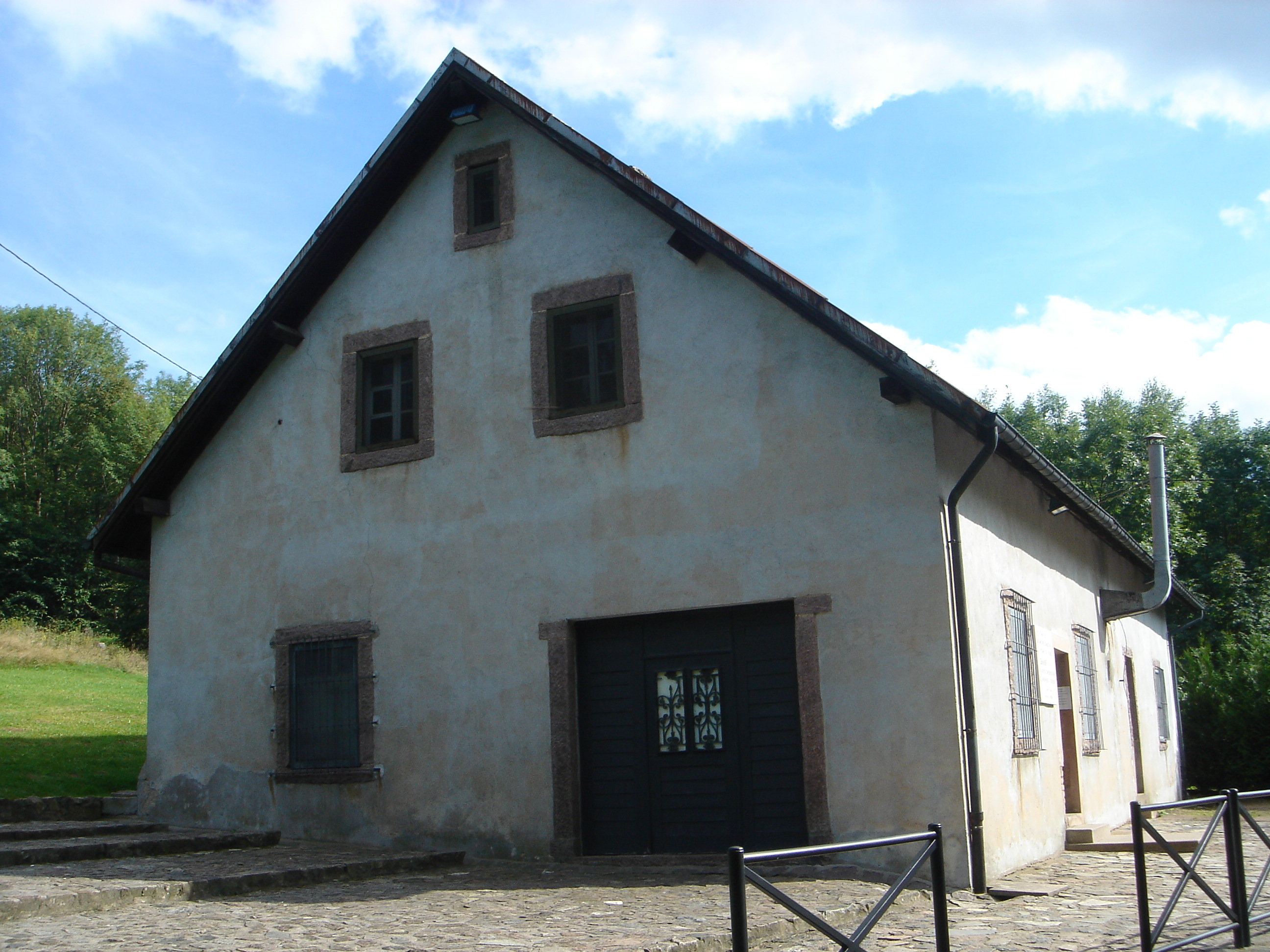
Cámara de gas

## Historia

### Primeras instalaciones
Tras la derrota francesa y la anexión de Alsacia al territorio del Reich, en 1940 se abrió en la comuna vecina de Schirmeck, a unos 55 km al oeste de Estrasburgo, un campo de internamiento reservado o Sicherungslager Vorbruck destinado a los condenados por oposición al proceso de germanización de Alsacia.
En septiembre de 1940, Heinrich Himmler ordena construir otro campo en el lugar apartado de Struthof, a unos 800 m de altura y próximo a una cantera, empezando a operar como campo de trabajo para la extracción del gres rosado de los Vosgos.
Los primeros 300 prisioneros llegaron entre el 21 y 23 de mayo y eran mayoritariamente alemanes provenientes del campo de Sachsenhausen, presos comunes y desertores.

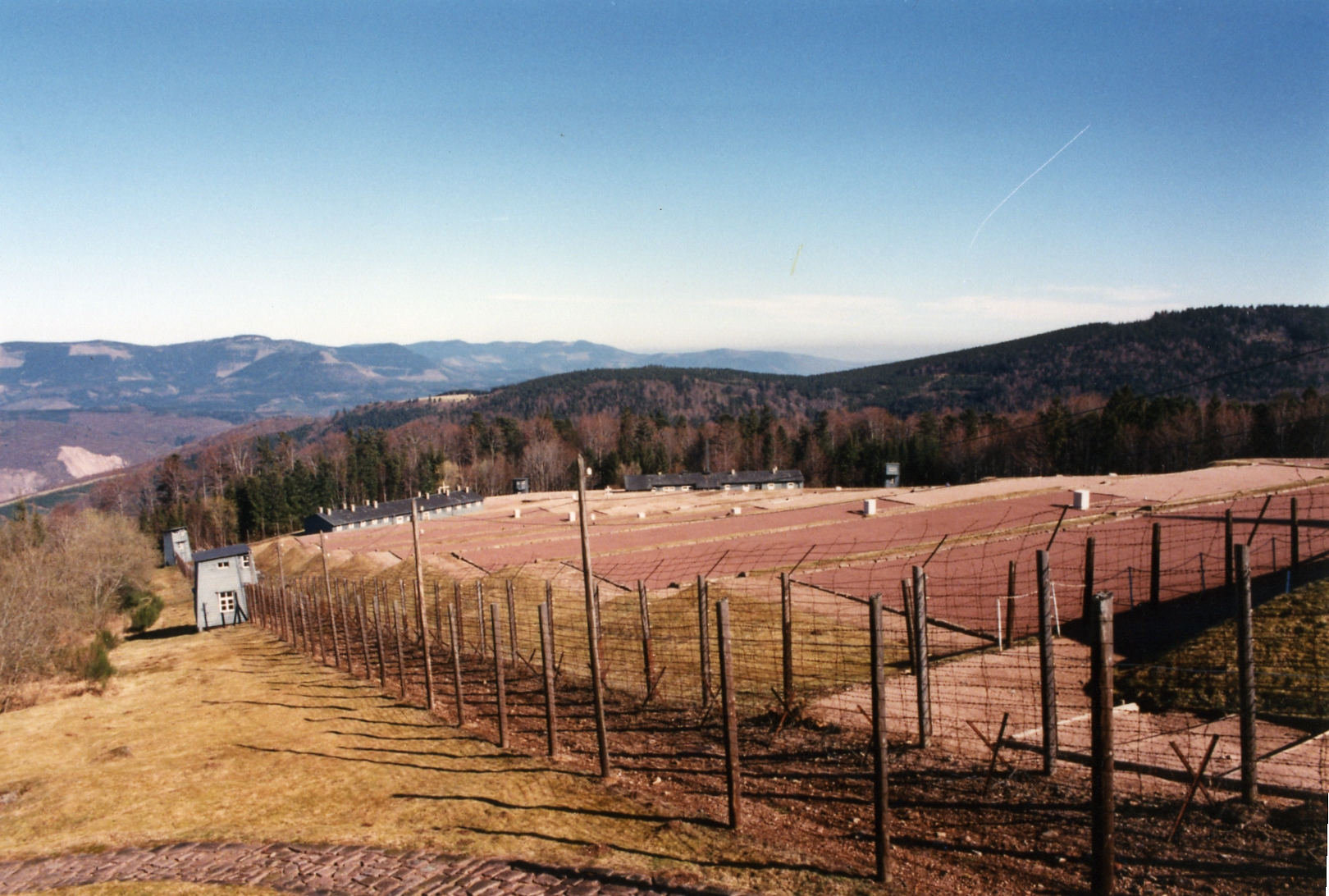
Vista de la explanada de barracones en el campo de Struthof-Natzweiler en el paraje natural del Struthof.

### Campo de presos NN
El campo de Struthof y su red de 70 establecimientos conexos fue designado por la administración de campos como destino a partir de 1942 para la deportación y el asesinato de los prisioneros de la resistencia de toda Europa, en aplicación del decreto Nacht und Nebel (NN). A los prisioneros NN se destinó el barracón n.º 13, que estaba aislado de manera especial por alambradas y se les aplicó el principio del exterminio por el trabajo forzado o Vernichtung durch Arbeit.
Es a partir de entonces cuando comienza a recibir numerosos miembros de la resistencia en Alsacia: entre los últimos asesinados hubo 107 miembros de la Red Alliance y 33 del grupo G.M.A. Alsace-Vosges. El 6 de julio de 1944 fueron ejecutadas 4 mujeres, agentes pertenecientes a la SOE o Special Operations Executive: Diana Rowden, Vera Leigh, Andrée Borrel y Sonya Olschanezky; una placa en el campo conmemora estas ejecuciones.

### Experimentos con seres humanos
Desde agosto de 1943 el campo dispuso de una cámara de gas y de un crematorio financiados directamente por el Instituto Anatómico de la Reichsuniversitat de Estrasburgo, dirigida desde 1941 por el médico capitán de la SS, August Hirt. Hirt como miembro de la sección científica de las SS, la SS-Ahnenerbe, organizó el traslado desde Auschwitz de 130 personas que serían gaseadas en el verano de 1943. 86 de los cuerpos de esas personas fueron utilizados para crear una "colección" de esqueletos expuesta en el anatómico de la Universidad de Estrasburgo.

#### La colección del doctor Hirt

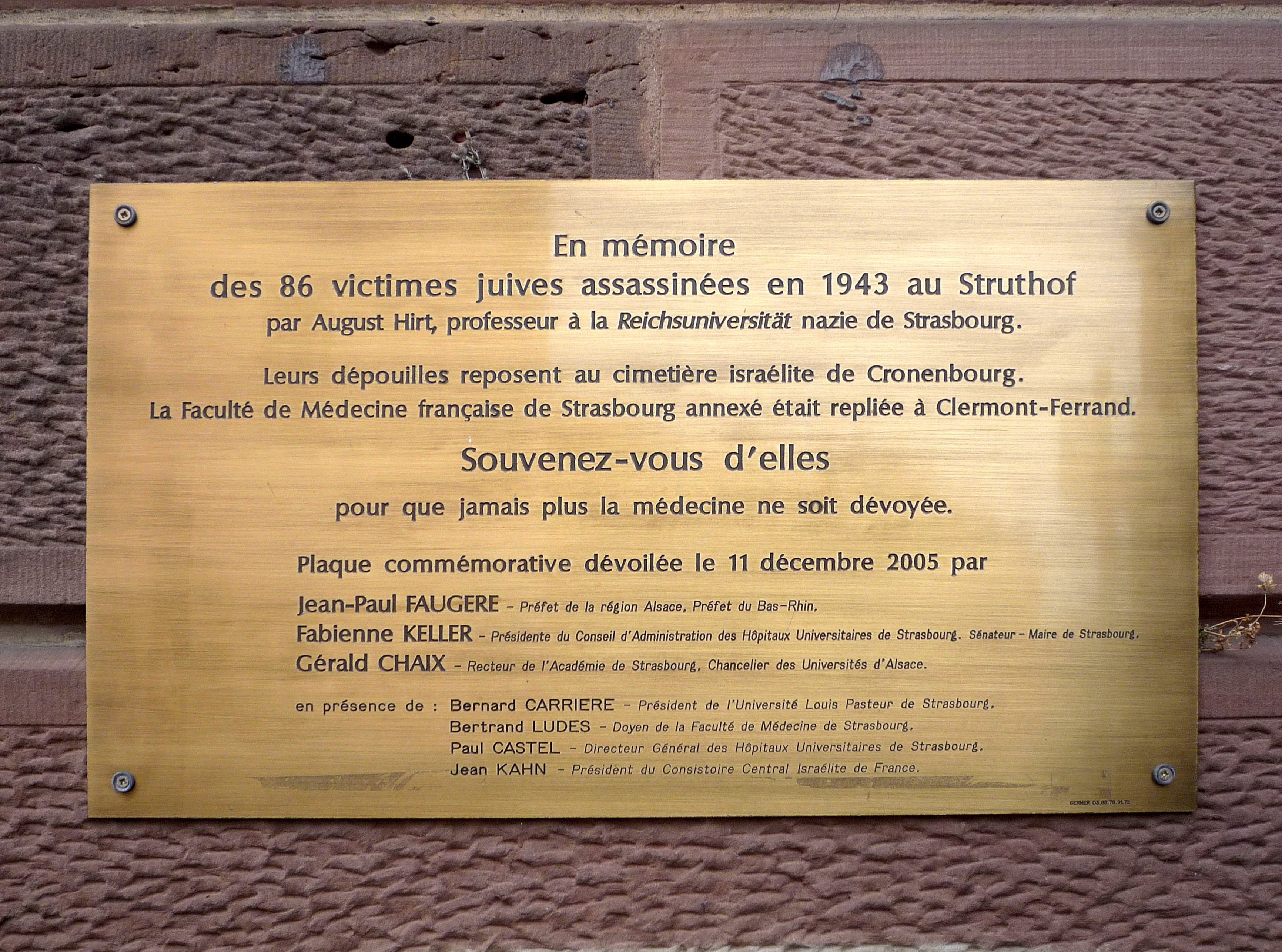
Placa conmemorativa en recuerdo de las 86 víctimas del campo KZ-Natzweiler-Struthof, cuyos cuerpos fueron utilizados por August Hirt y sus colaboradores para las experiencias pseudo-médicas realizadas en el Instituto de Anatomía de la Reichstuniversität de Estrasburgo.

Tras la entrada de las tropas de la 2.ª división blindada del general Leclerc en Estrasburgo el 23 de noviembre de 1944 y que supuso la expulsión definitiva de los ocupantes nazis de la ciudad, una misión del servicio cinematográfico del ejército francés exploró los sótanos del Instituto anatómico en busca de documentos descubriendo en su lugar decenas de cuerpos humanos y fragmentos sumergidos en cubas de alcohol. Desde el 17 de diciembre de 1944, un equipo de oficiales médicos del órgano de investigación de crímenes de guerra interrogó a diversos testigos y se desplazó al campo de Struthof-Naztweiler para después emitir un informe sobre el episodio de la colección de Hirt. Numerosos documentos firmados por el director administrativo de la Ahnenerbe, Wolfram Sievers, permitieron reconstruir la metódica operación cuya misión era la de crear una muestra de esqueletos para servir de testimonio a las generaciones futuras de lo que habría sido la raza judía una vez exterminada.
En coordinación con Adolf Eichmann, promotor de la Endlössung, Sievers procuró según las instrucciones de Hirt el envío de prisioneros suficientes y en buen estado de salud a la cámara de gas de Struthof, empleando para su asesinato sales de ácido cianhídrico preparadas por el mismo Hirt. La ejecución realizada en varias tandas y supervisada por el Sturmführer del campo Josef Kramer, acabó con la vida de 86 personas de las cuales 30 eran mujeres, mientras que una víctima "87" fue abatida de un disparo al oponer resistencia. Los cuerpos fueron enviados a Estrasburgo donde permanecieron conservados hasta un año más tarde, agosto de 1944, cuando Hirt ordenó la partición de los cuerpos y su decapitación. Los dientes en oro debían serle entregados y las cabezas quemadas. Estas y otros órganos fueron incinerados en el cementerio de Estrasburgo-Robertsau. Por orden de Hirt, todas los tatuajes con los números de registro sobre la piel de los cuerpos fueron extirpados salvo los del único cuerpo identificado de los 86, el del judío berlinés de origen polaco Menachem Tafel

### Liberación
Ante el avance de los aliados, el 30 de agosto de 1944 los prisioneros fueron evacuados hacia el campo de Dachau. El 23 de noviembre de 1944, la División Cactus del ejército de los EE. UU. encontró a los últimos 16 presos abandonados en el que sería el primer campo de la muerte liberado en Europa.

## Presos
Según el registro alemán de matriculados de la extensa red de campos del KA-Na, la mayoría de las 51.684 personas deportadas fueron de origen polaco (13.606 personas) y soviético (7.586 deportados). Se registraron también:
- 6 871 franceses
- 4 403 húngaros
- 3 703 alemanes
- 1 609 italianos
- 872 yugoslavos
- 676 neerlandeses
- 579 noruegos, de los cuales 504 eran NN[9]
- 555 lituanos
- 416 luxemburgeses
- 390 letones
- 387 belgas
- 312 estonios
- 254 checos
- 169 griegos
- 125 eslovenos
- 37 rumanos
- 17 albaneses
- 13 austriacos
- 11 británicos, de los cuales varios integrantes de las SOE
- 10 ucranianos
- 7 finlandeses
- 7 suizos
- 6 turcos
- 3 daneses
- 2 búlgaros
- 1 portugués
- 1 sueco

80 españoles están registrados entre las víctimas deportadas del internamiento.
Otras 8.985 personas fueron víctimas de nacionalidad no registrada.
Los motivos por los que fueron condenados fueron clasificados en un 60% de naturaleza política, mientras que aproximadamente un 17% eran de origen judío. El 4,9% de las víctimas fueron prisioneros NN.

## Condena
El proceso de los doctores de los Juicios de Núremberg declaró demostrada la realización de experimentos considerados como crimen contra la humanidad en Struthof-Natzweiler.